# Hylaia
Hilaia es un género de coleóptero de la familia Endomychidae.

## Especies
Las especies de este género son:
- Hylaia cardiophora
- Hylaia dalmatina
- Hylaia dryadella
- Hylaia elongata
- Hylaia podagrica
- Hylaia reissi
- Hylaia rubricollis